# Alcea grossheimii
Az Alcea grossheimii a mályvafélék (Malvaceae) családjába tartozó Alcea növénynemzetség egyik faja, mely a Természetvédelmi Világszövetség (IUCN) Vörös Listája szerint veszélyeztetett.
Örményországban endemikus, ahol 750 és 1750 m tengerszint feletti magasságban, száraz, köves lejtőkön, hegyi sztyeppen és erdőkben fordul elő. Mindössze öt kis területről ismert, melyek együttes nagysága 24 km².